# Theotimius patrizii
Theotimius patrizii är en skalbaggsart som beskrevs av Antoine Boucomont 1923. Theotimius patrizii ingår i släktet Theotimius och familjen bladhorningar. Inga underarter finns listade i Catalogue of Life.